# Тейшерските, Даля
Даля Тейшерските (лит. Dalia Teišerskytė; 27 ноября 1944, Леонава, Расейнское районное самоуправление — 27 ноября 2023, Каунас) — советская и литовская поэтесса, журналистка и политический деятель. Депутат Сейма (2000—2016). Автор текстов более 400 эстрадных песен.

## Биография
Родилась во время Второй Мировой войны, 27 ноября 1944 года в деревне Леонава Шилувской волости Расейнского уезда Литвы на берегу Дубисы в семье дворянского происхождения: фермера Пранаса Тейшерскиса (Pranas Teišerskis) и учительницы Котрины Тейшерскене (Kotryna Teišerskienė). В семье было пять детей, у Дали было три брата и сестра.
Отец был арестован, когда Дале было 1,5 года, осуждён, в 1950 году умер в Тайшетлаге. Мать и её старшие дети Альгимантас (Algimantas) и Дануте (Danutė) были сосланы в 1948 году в Сибирь в ходе массовой депортации.
Младшие дети: Даля, Эвгениюс (Eugenijus) и Римантас (Rimantas) остались с бабушкой. Жили у дяди и тёти в городе Кретинга. В 1950—1953 годах Даля училась в средней школе в городе Кретинга. Тейшерските вспоминала в интервью 2021 года:
Меня и ещё двух братьев, Евгениюса и Римантаса, шесть лет воспитывала бабушка, но в 1953 году нас всех тоже депортировали в Сибирь. Тогда Советы провели в Литве так называемые финальные чистки. Мне тогда было восемь с половиной лет. Нас вместе с преступниками 3 месяца поэтапно везли на поезде к месту, где жили моя мать, брат Альгимантас и сестра Дануте. Отвозили в определённое место, запирали, держали в тюрьме, а потом везли дальше. Последние 80 километров по снегу и льду мы проехали на санях.
Мать при встрече с детьми, которых не видела шесть лет, упала в обморок. Жизнь в ссылке была трудной. Восемь человек жили в одной комнате. Мать пыталась прокормить пятерых детей. Дети крали сладости в магазине. В 1953—1959 годах Даля училась в семилетней лесотехнической школе посёлка Междугранки Иркутской области. С 14 до 18 лет, в 1959—1962 годах работала в лесном хозяйстве. В 1962 году в возрасте 18 лет вернулась в Литовскую ССР.
Два старших брата Дали умерли и похоронены в Сибири.
Будучи бездомной, поселилась в Литве у брата матери в Моседисе. В 1962—1963 годах работала в садоводческом хозяйстве и училась в вечерней школе в Моседисе.
Затем переехала в Каунас. В 1963—1967 годах училась в Каунасском технологическом техникуме (ныне Каунасский колледж) по специальности «Технология полиграфического производства».
С 1967 года работала в типографии Raidė и типографии имени В. Мицкявичюса-Капсукаса (ныне Aušra) в Каунасе.
В 1968 году поступила на специальность «Журналистика» на исторический факультет Вильнюсского университета, который окончила в 1974 году.
В 1970—1973 годах заведовала центральным лекторием общества «Жиния» (Žinija — «Знание») в Каунасе.
В 1973—1976 годах — директор Каунасского дома работников искусств.
До 1989 года работала главным редактором журнала Jaunystė, издававшегося в Каунасе.
В 1989 году основала семейную компанию Gabija. В 1990—2000 годах — вице-президент компании Gabija и главный редактор женского журнала Gabija, выходившего раз в два месяца в Каунасе.
Основала театр моды и поэзии Gabija, который гастролировал по всей Литве.
Основала цветную газету для детей Tukas, выходившую раз в две недели в 1991—1998 годах в Каунасе. Издателем была компания Gabija.
Автор около 300 статей для литовских и зарубежных изданий.
Владела русским, польским и немецким языками.
Была членом Конфедерации предпринимателей-работодателей Литвы (LVDK), Союза писателей Литвы, Союза журналистов Литвы (LŽS), членом Международной ассоциации писателей и публицистов (МАПП).
Была членом Ассоциации королевского дворянства Литвы (LBKS). Полноправным членом LBKS может стать любой, кто документально подтвердит свое дворянское происхождение.
В 2003 году основала женский клуб Ad Astra в Каунасе и была его президентом.
На протяжении нескольких сезонов она была членом жюри музыкального конкурса «Звёздные дуэты» (Žvaigždžių duetai) на канале LNK.
Последние годы страдала от тяжёлой болезни. 24 ноября 2023 года выписалась из больницы, чтобы провести последние дни с родными. Умерла в своём доме в свой 79-й день рождения, 27 ноября.
Похороны пройдут 2 декабря на Пятрашюнском кладбище в Каунасе.

## Политическая карьера
В 1995 году стала одной из основательниц (вместе с Казимирой Прунскене и другими) Женской партии (Moterų partija). Была председателем совета партии.
В 1999 году вступила в партию «Союз либералов Литвы» (LLS).
По результатам парламентских выборов 2000 года избрана членом Сейма VIII созыва в многомандатном избирательном округе по списку LLS. Была членом Комитета по образованию, науке и культуре, Комиссии по этике и процедурам (в 2000—2001 годах — председатель, в 2001—2004 годах — заместитель председателя), Комиссии по делам семьи и детей и Комиссии по бизнесу и занятости.
На выборах 22 декабря 2002 года избрана в Каунасский городской муниципальный совет. Отказалась от мандата.
Переизбрана на парламентских выборах 2004 года членом Сейма XIX созыва в многомандатном избирательном округе по списку LLS. Была членом Комитета по образованию, науке и культуре (в 2005—2008 годах — председатель подкомитета по культуре), Комиссии по этике и процедурам, Комиссии по делам семьи и детей (в 2005—2008 годах — заместитель председателя), Комиссии Сейма Литовской Республики и Всемирной общины литовцев. В 2008 году — заместитель председателя фракции.
В 2005 году при расколе LLS вышла из партии. Бывшие члены LLS основали партию «Движение либералов» (LRLS), членом которой стала Даля Тейшерските. С 2006 года член совета партии. Была заместителем председателя партии.
Переизбрана членом Сейма X созыва на выборах 2008 года, на которых LRLS получила 11 мест. Была заместителем председателя фракции, членом Комитета по образованию, науке и культуре, Комиссии по этике и процедурам и Комиссии Сейма Литовской Республики и Всемирной общины литовцев.
Переизбрана членом Сейма XI созыва на выборах 2012 года. Была членом Комитета по развитию информационного общества, Комиссии по этике и процедурам (2012—2015), Миграционной комиссии (2015—2016) и Комиссии Сейма Литовской Республики и Всемирной общины литовцев (2013—2016).

## Личная жизнь
Жила в районе Панямуне в Каунасе.
3 февраля 1978 года вторым браком вышла замуж за баскетболиста Анатолиюса Чупковаса (Anatolijus Čupkovas; род. 24 января 1944), игрока сборной Литвы и клуба «Жальгирис» (1962—1972), вице-президента Паралимпийского комитета Литвы (2011—2017). В 2009 году рассталась с мужем. Развелась в 2019 году.
Родила двух сыновей: от первого брака — Линаса (Linas; род. 1968) и от второго — Пранаса (Pranas; род. 1980). У мужа сын от первого брака — Александрас (Aleksandras Čupkovas; род. 1966). Все трое с 2008 года работали в семейной компании Gabija.

## Творческое наследие

### Тексты эстрадных песен
Автор текстов более 400 эстрадных песен.
Её песни исполняли ВИА «Вайрас» (Vairas, город Шяуляй) — «Радуга надежд» (Vilčių vaivorykštė), «Дождь» (Lietus), «Пир звёзд» (Žvaigždžių puota) («Мелодия», 1986), Эгидиюс Сипавичюс (ВИА «Кода», Coda, город Каунас) — «Мир для детей» (Pasaulis vaikams, грампластинка «Мечта», Sapnas, «Мелодия», 1989), Нелли Палтинене — «Pamiršti namai» (грампластинка Nelly Paltinienė, «Мелодия», 1990), Бируте Дамбраускайте (Birutė Dambrauskaitė) — «Ateina metas suskaičiuot visas klaidas», Бируте Петриките (Birutė Petrikytė) — «Kai saulė skyla perpus», Инга Валинскене — «Būk šalia» и «Lelijos» (альбом Būk šalia, 2003), Виктор Малинаускас, Стасис Повилайтис, Она Валюкевичюте, Марийонас Микутавичюс — «Ar mylėsi tu mane». В архиве Литовского радио хранится около 120 написанных ею песен.
В 1999 году Литовское радио выпустило альбом Vilčiu vaivorykštė, в который вошли 17 песен, написанных Далей Тейшерските.
В 2012 году Литовская ассоциация по защите авторских прав LATGA выпустила альбом Tai tik meilė, в который вошли 17 песен, написанных и отобранных Дали Тейшерските.

### Стихи и проза
С 1980-х годов публиковала книги.
Опубликовала сборники стихов «Тени памяти» (Atminties šešėliai, 1989), «Боюсь осени» (Bijau rudens, 1994, второе издание 1996), «Стихи для Екатерины» (Eilėraščiai Kotrynai, 1994), «Это я» (Tai aš, 1995), «Любовные письма» (Meilės laiškai, 1996, второе издание 2001), «Время» (Laikas, 1996, второе издание 2001), сборник рассказов Ratas (1997), сборники стихов «Семьдесят семь стихотворений» (Septyniasdešimt septyni eilėraščiai, 1999), «Чудеса кончились» (Stebuklai baigėsi, 2000), Gabutės darželis (2004), «Порог» (Slenkstis, 2004, третье издание 2014), сборник сонетов Atodūsiai (2007), сборники стихов «Это только любовь…» (Tai tik meilė…, 2013), Atskrisk Kalėdoms, Angele baltasai (2015), мемуары об изгнании «И я была там» (Ir aš ten buvau, 2016), сборник стихов Paskutinių lapų išleistuvės (2021).
Опубликовала запись на двух CD-дисках «Я вернусь» (Aš sugrįšiu, 2022, первый диск содержит тексты песен Дали в исполнении известных мастеров сцены, второй — стихи, прочитанные самой Далей Тейшерските).